# Rosalba Cimino
Rosalba Cimino (Agrigento, 1º marzo 1990) è una politica italiana.

## Biografia
Nata ad Agrigento, si diploma al liceo scientifico, quindi si laurea in scienze umanistiche all’università di Palermo. Attivista del meetup ‘Grotte 5 stelle’ dal gennaio 2013. Ex candidata al consiglio comunale di Grotte (Agrigento) e all’Assemblea regionale siciliana.
Si candida alle elezioni regionali in Sicilia del 2017 come deputata regionale nella circoscrizione di Agrigento con la lista del M5S ottenendo 3.288 voti di preferenza, non risultando eletta.
Alle elezioni politiche del 2018 è eletta deputata del Movimento 5 Stelle. È membro dal 2018 della XIII Commissione Agricoltura.